# Becelaere-Kaserne

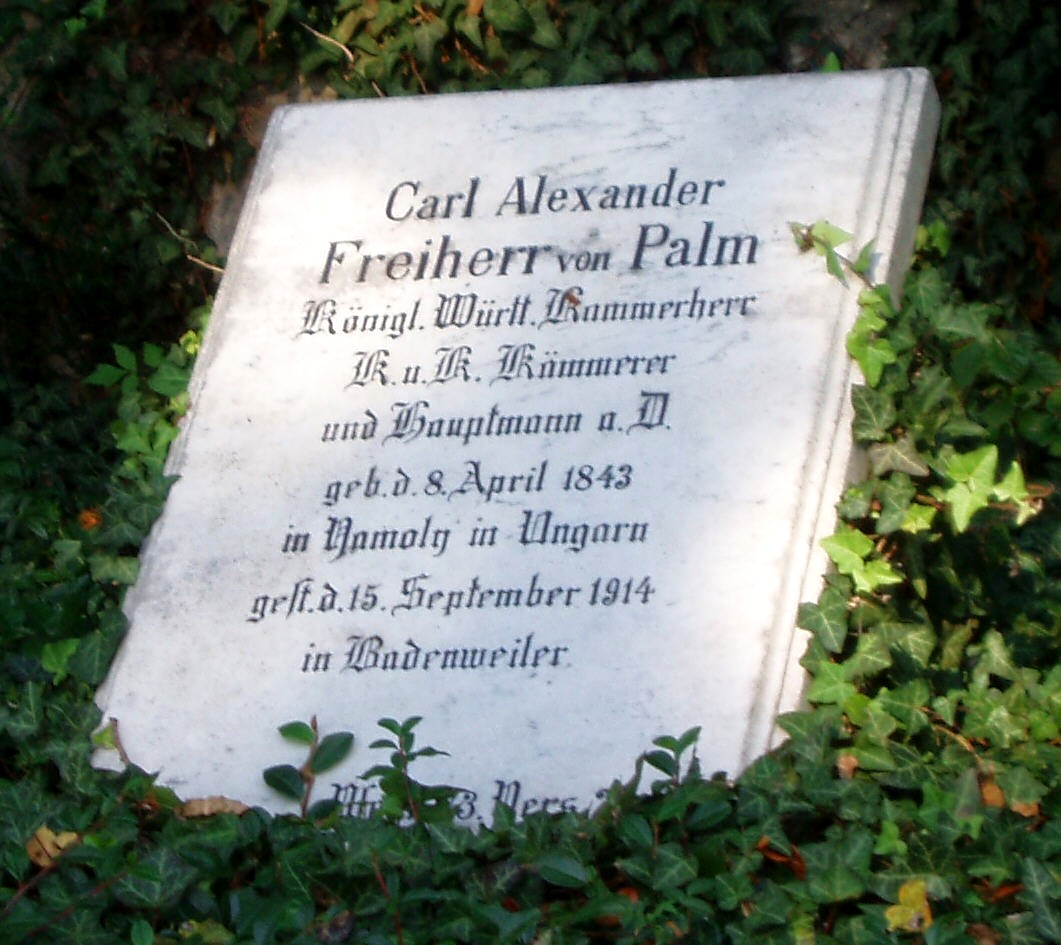
Grab des Kammerherrn von Palm, dem das Gelände gehörte

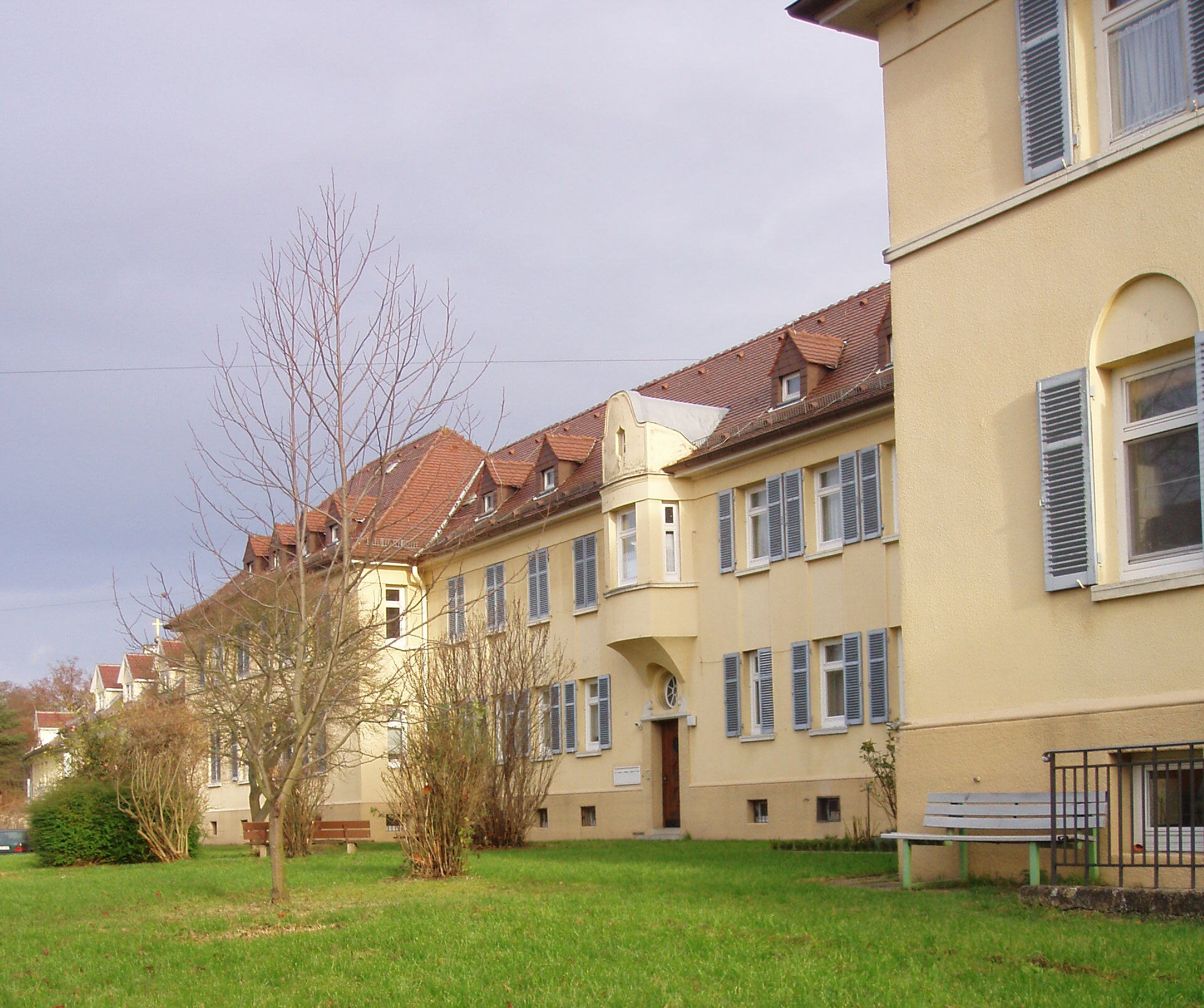
Bauten an der Flandernstraße

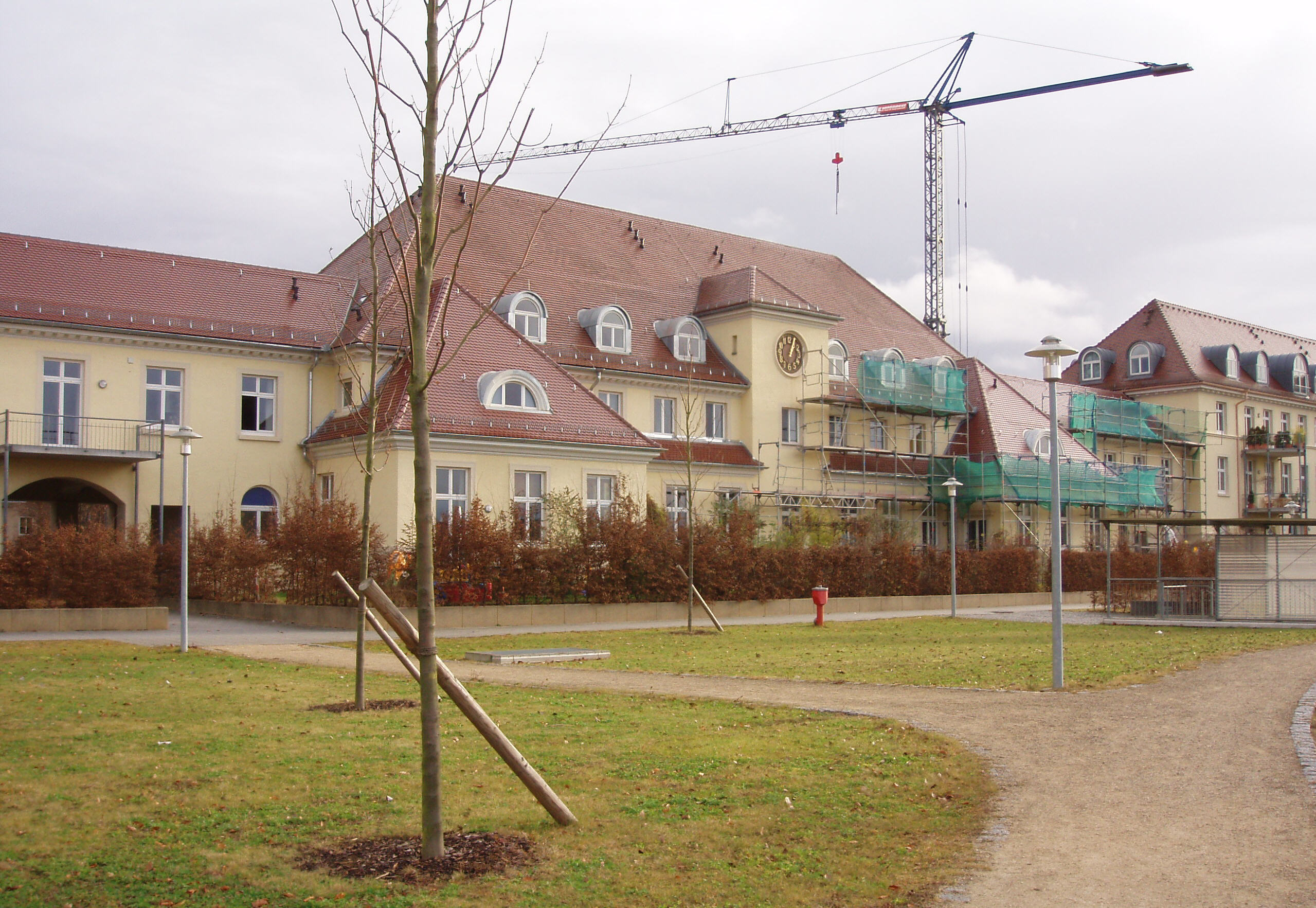
Blick vom Innenhof Richtung Tobias-Mayer-Straße

Die Becelaere-Kaserne im Esslinger Stadtteil Hohenkreuz war der erste eigenständige Kasernenbau dieser Garnisonsstadt.

## Geschichte
Obwohl schon im 18. Jahrhundert Truppen in Esslingen stationiert waren, wurde erst 1914/1915 eine Kaserne gebaut. Zuvor waren die Soldaten behelfsmäßig in bereits existierenden und ursprünglich für andere Zwecke errichteten Gebäuden untergebracht.
Voraussetzung für den Kasernenbau war der Verkauf des Schlosses Hohenkreuz samt umliegender Ländereien durch Baron Carl Alexander von Palm an die Stadt. Das Kasernengelände erstreckte sich auf der bislang unbebauten Höhe zwischen dem Schloss und der Kirche St. Bernhardt.
Die Kaserne wurde vom Militärbauinspektor Graser entworfen und nach dem Ort Becelaere bei Ypern, wo das in der neuen Kaserne stationierte II. Bataillon des Infanterieregiments Nr. 125 im Ersten Weltkrieg gekämpft hatte, benannt.
Sie ist am neoklassizistischen Stil der Schule Theodor Fischers orientiert. Die Mannschaftsbauten an der nordöstlichen Seite weisen Walmdächer, Gauben, umlaufendes Traufgesims auf Konsolen, Dreiecksgiebel im Stil des Klassizismus etc. auf. Die Offizierswohnhäuser wurden noch aufwändiger gestaltet. Die Gebäude sind um einen rechteckigen Exerzierplatz gruppiert, der durch Bepflanzung in einzelne Segmente wie Reit- und Turnplätze aufgeteilt war.
Der Erste Weltkrieg verhinderte zunächst, dass das durch den Kasernenbau erschlossene Gebiet um das Schlösschen Hohenkreuz bebaut wurde. Nach dem Krieg jedoch machte man sich die Infrastruktur zunutze. Auf der Vorderseite der Kaserne und rund um das Schloss entstand der spätere Stadtteil Hohenkreuz, auf der Rückseite wurde 1935 die Funkerkaserne angebaut, die fast bis zum Friedhof von St. Bernhardt reichte.
Nach dem Zweiten Weltkrieg wurde die Becelaere-Kaserne von den amerikanischen Truppen genutzt; speziell der hintere Teil der Kaserne, die Funker-Kaserne, wurde benötigt. Auch nach diesem Krieg lebte die Bautätigkeit auf dem einst von Baron von Palm verkauften Grund und Boden wieder auf; nun entstanden z. B. auf dem Hohenbühl Siedlungen für Zugewanderte. Die einst auf freiem Feld angelegte Kaserne war nun ringsum von Wohnbebauung umschlossen.
In den Jahren 1956 bis 1961 wurde die Kaserne restauriert. Sie wurde dann mit dem Sanitätsbataillon 10 belegt.

## Umnutzung
Gegen Ende des 20. Jahrhunderts wurde die Nutzung der Gebäude als Kaserne aufgegeben und das Gelände unter dem Namen Palmscher Park zum Wohngebiet gemacht. Die nördlichen Stadtteile Esslingens verzeichneten daraufhin einen überproportionalen und nicht immer unproblematischen Anstieg der Bevölkerungszahl. Ein Großteil der Kasernengebäude wurde nach erneuter Restaurierung, z. T. inklusive kleiner Gartenanteile, als Häuser oder Eigentumswohnungen verkauft. Hinter der Funkerkaserne entstanden weitere, dicht besiedelte Neubauten. Unter dem Kasernenhof wurde eine Tiefgarage eingerichtet, der Hof selbst wurde begrünt und zur gemeinsamen Nutzung durch die Anwohner mit Spielflächen versehen. Nach wie vor steht die Umfassungsmauer zu einem Teil und schließt den Komplex gegen die angrenzende Bebauung und Einwohnerschaft ab.

## Kulturdenkmal
Die Esslinger Denkmalschutzbehörde befand: Die Sachgesamtheit stellt […] ein Kulturdenkmal […] dar. An ihrer Erhaltung besteht öffentliches Interesse wegen des dokumentarischen und exemplarischen Wertes sowie auch Originalitätswertes für die bauliche Gestaltung und Architektur einer spätwilhelminischen Kaserne in Württemberg.